# Phoenix Roadrunners (PHL)
Die Phoenix Roadrunners waren ein US-amerikanisches Eishockeyfranchise der Pacific Hockey League aus Phoenix, Arizona.  

## Geschichte
Das Franchise wurde im Dezember 1977 in die Pacific Hockey League aufgenommen, nachdem dessen Teambesitzer zuvor eine gleichnamige Mannschaft aus der Central Hockey League zurückgezogen hatte. Nach der Gründung des neuen PHL-Franchises belegte die Mannschaft in der Saison 1977/78 auf Anhieb den zweiten Platz der regulären Saison. In der folgenden Spielzeit lagen sie nach 60 absolvierten Spielen auf Platz eins der regulären Saison. Die Liga wurde anschließend im laufenden Spielbetrieb aufgelöst und die Roadrunners zum Meister erklärt, nachdem man aus finanziellen Gründen auf die Austragung der Playoffs verzichtet hatte. Anschließend wurden auch die Phoenix Roadrunners aufgelöst.